# Marsdenia australis
Marsdenia australis, amb els noms comuns en anglès de bush banana, silky pear o green vine és una planta nativa d'Austràlia. Es troba a Austràlia Central i Austràlia Occidental.
Els seus petits fruits són comestibles. També les flors i les rels es poden menjar.
Tradicionalment la consumeixen els aborígens australians.

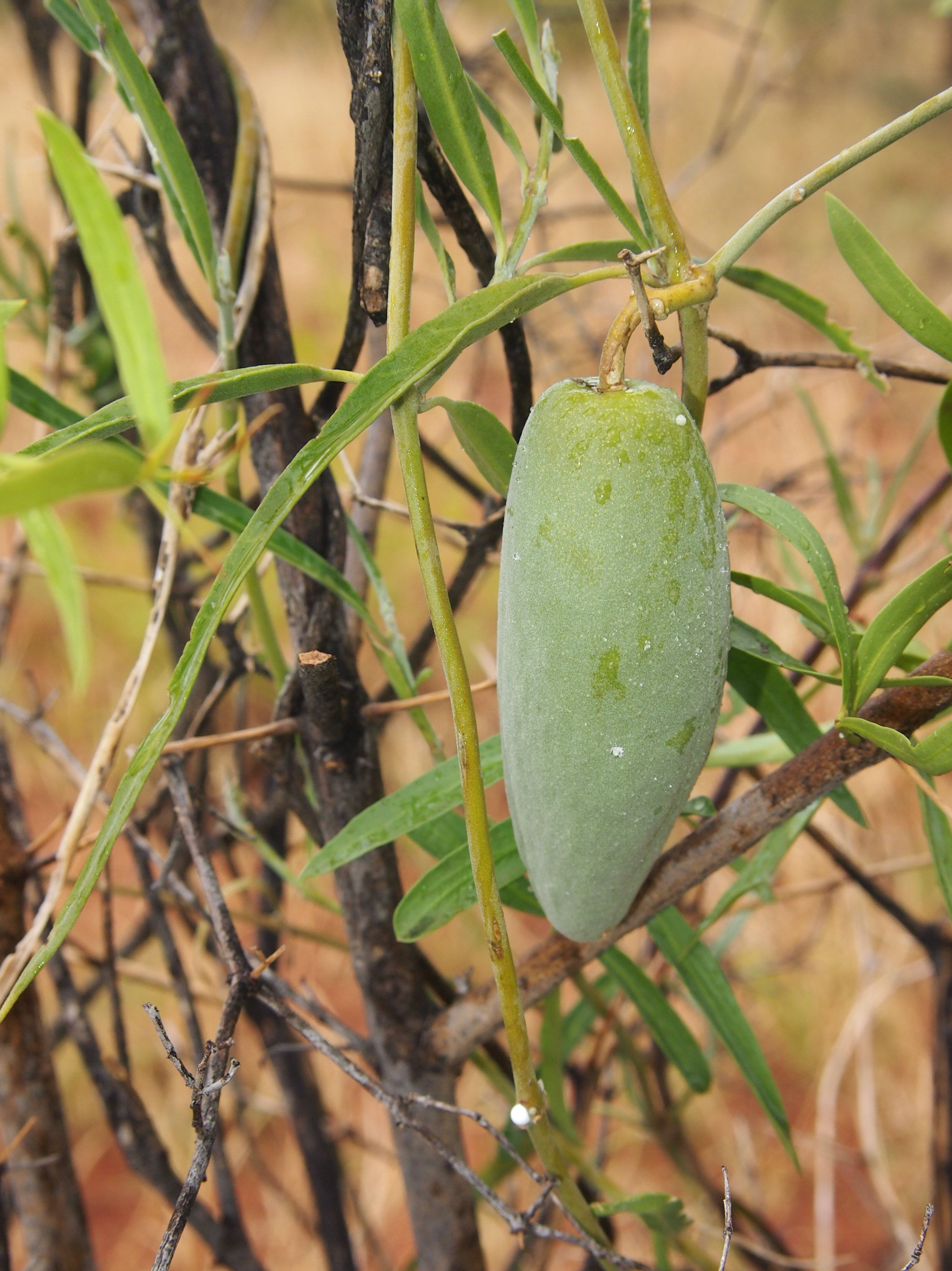
Fruit